# Leonora Dori
Leonora Dori (ur. 1571, zm. 8 lipca 1617) – faworyta Marii Medycejskiej w okresie jej regencji na tronie Francji, żona Concino Conciniego. Była służącą Marii Medycjeskiej, a w jej łaski wkupiła się pochlebstwami. Doprowadziło to m.in.: do sukcesu politycznego męża Leonory. Po przewrocie z kwietnia 1617 r. (kiedy to zamordowano Conciniego), została aresztowana i niedługo później oskarżona o praktyki magiczne. Jej egzekucja poprzez ścięcie odbyła się 8 lipca 1617 r. Następnie jej ciało spalono.